# Payola
Payola (ang. ‘pay for play’ płacenie za nadawanie) – łapówka wręczana przez wytwórnie płytowe lub menadżerów muzycznych DJ-om
lub dyrektorom programowym stacji radiowych w zamian za wzmiankę reklamową na temat określonego nagrania muzycznego lub za jego emisję w programie radiowym.
Zgodnie z prawem Stanów Zjednoczonych, 47 USC § 317, stacja radiowa może zagrać daną piosenkę w zamian za pieniądze, ale ten fakt należy ogłosić na antenie jako czas sponsorowany, i takie nadanie utworu nie powinno wliczać się w „normalny czas antenowy”.

## Historia
Alan Freed – didżej i wczesny zwolennik rock and rolla – znacznie zaszkodził swojej karierze i reputacji przez skandal payola. Wczesna kariera Dicka Clarka została prawie zniszczona przez skandal payola, ale uniknął kłopotów sprzedając swój udział w wytwórni płytowej i współpracując z rządem.
Termin pochodzi od nazw wczesnych maszyn muzycznych, jak Victrola i Rockola. Podobnym pomysłem jest „plugola” gdzie osobowość radiowa promuje na antenie wydarzenie, działanie, czy firmę, w których ma udział finansowy bez informowania o tym fakcie.
Częściowo z powodów payoli wielu DJ-ów zostało odsuniętych od procesu decyzyjnego odnośnie doboru utworów i w zamian ich przełożeni narzucają im w formie listy, jakie piosenki grać i w jakim czasie (przełożonymi mogą być dyrektorzy muzyczni, dyrektorzy programowi, kierownicy, a nawet właściciele).

## Luka w przepisach
Inna forma payoli była stosowana przez przemysł nagraniowy przez proces płacenia trzeciej stronie lub niezależnym promotorom muzycznym, którzy następnie udają się do stacji radiowej w celu wypromowania piosenek w stacji radiowej. Oferując stacjom radiowym „pieniądze na promocję” ludzie ci otrzymują piosenki, jakie ich klienci, wytwórnie, chcą widzieć na listach przebojów stacji radiowych w całym kraju.
Ten nowszy rodzaj payoli to próba obejścia regulacji FCC. Ponieważ to właśnie niezależni pośrednicy płacili stacjom radiowym, uważano, że ich łapówki nie podlegają przepisom odnoszącym się do payoli, tak więc stacja radiowa nie musiała informować o nich jako o płatnych promocjach.
Były prokurator generalny w Nowym Jorku, Eliot Spritzer, ścigał sądownie praktyki podobne do payoli. Udało mu się dojść do ugody bez pomocy sądu z Sony BMG Music Entertainment w lipcu 2005 roku, Warner Music Group w listopadzie 2005 i Universal Music Group w maju 2006. Te trzy konglomeraty zgodziły się zapłacić kolejno 10, 5 i 12 milionów na cele organizacji pożytku publicznego, które wspomagają edukację muzyczną oraz programy uznaniowe. EMI podlega nadal kontroli.
Niepokoje odnośnie do współczesnych form payoli przyspieszyły dochodzenie, podczas którego FCC ustaliło, że „loophole” stanowi naruszenie prawa. Cztery firmy (CBS Radio, Citadel, Clear Channel, Entercom) zgodziły się zapłacić 12,5 miliona grzywny i przyjęły większe restrykcje niż wymogi prawne na trzy lata, chociaż żadna z tych firm nie przyznała, że zrobiła coś złego. Z powodu zwiększonej kontroli prawnej, niektóre większe firmy radiowe (łącznie z gigantem przemysłu Clear Channel) odmawiają obecnie wszelkich kontaktów z niezależnymi promotorami.

## Payola w kulturze
W Vancouver zespół nowej fali wybrał swoją nazwę Payola$ podczas eksplozji muzyki punkowej w późnych latach siedemdziesiątych.
Praktyka ta została skrytykowana w refrenie piosenki Dead Kennedys „Pull My Strings”, parodii piosenki „My Sharona” („My Payola”) śpiewanej dla publiczności liderów muzycznych podczas ceremonii wręczania nagród muzycznych.
Piosenka zespołu They Might Be Giants pod tytułem „Hey, Mr. DJ, I Thought You Said We Had A Deal” (hej panie DJ, myślałem że mamy układ) to następna piosenka o tej praktyce. Opowiadana jest z punktu widzenia naiwnego i niedoświadczonego muzyka, który został zmuszony przez didżeja do zapłaty za czas antenowy – didżej wtedy znika i nie spełnia swojej obietnicy. Praktyka została także wspomniana w piosence Billy’ego Joela „We Didn’t Start the Fire” (to nie my podłożyliśmy ogień) podczas zwrotki o wydarzeniach z lat sześćdziesiątych.
Billy Joel wspomina o skandalu w swoim utworze „We Didn’t Start the Fire”, który przedstawia skrótowo historię świata od końca II wojny światowej do 1988 roku.